# Hugo Vieira da Silva

Hugo Vieira da Silva (Porto, 1974) é um realizador português que vive e trabalha entre Viena, Lisboa e Berlim. Realizou três longas-metragens que rapidamente se difundiram pelo panorama internacional com seleções e prémios nos festivais de Locarno, Berlim, Cannes, Buenos Aires, Roterdão ou Viena. A sua nova longa-metragem "Longe da Estrada", produzida por Paulo Branco encontra-se em fase avançada de pré-produção.

## Trabalhos
- Body Rice - Longa metragem 120’ (2006) Produzida por Paulo Branco [3]
- Swans - Longa metragem 120' (2011) Produzida por Flying Moon (Berlin)
- Posto-avançado do progresso - (2015) - Longa metragem 120' Produzida por Paulo Branco
- A Perfeição (2019/20) - média-metragem - Produzida por CRIM (Lisboa) (em pós-produção)
- Longe da estrada - (2020) - Longa metragem produzida por Paulo Branco (em produção)

## Premiações

### Body Rice (escolha)
- Locarno International Film Festival, 2006- special mention of the jury
- Mexico City International Contemporary Film Festival, 2007 - best director
- Buenos Aires International Festival of Independent Cinema, 2007 - best director
- Rotterdam Film Festival 2007- Sturm und Drang
- CineCeará (Brazil), Best cinematography and Best Sound, 2007 [carece de fontes?]
- Coimbra Caminhos do Cinema Português, 2007 -revelation prize

- Official Selection – International Competition - Locarno International Film Festival 2006
- Official Selection – In Competition - Mexico City International Contemporary Film Festival 2007
- Offical Selection – In Competition - International Film Festival of Las Palmas de Gran Canaria 2007
- Hong Kong Film Festival 2007
- Festival Internacional de Buenos Aires - competition- 2007
- Brussels European Film Festival 2007
- Official Selection - New Horizons International Competition - Era New Horizons Film Festival 2007 (Poland)
- Official Selection – In Competition European Cinema - Crossing Europe Film Festival 2007 (Austria)
- International Film Festival of Kerala 2006 (India)
- Ljubljana International Film Festival 2006
- Bangkok International Film Festival 2006
- Leeds Film Festival 2007 - Competition

Distribuído comercialmente em França 2008 e Portugal. DVD dísponivel.
Swans (escolha)
- Production Prize - Torino film festival 2008 (Torino film lab)
- Project selected for L‘atelier- FESTIVAL DE CANNES 2009

- World Premiere- 61’ Berlinale- Oficial Selection- Forum
- Signis Prize - special mention at -Indie Lisboa- Lisbon international Independent film festival 2011
- Selected for BAFICI- Buenos Aires International film festival 2011- Panorama
- Selected for Las Palmas International Film festival 2011
- Selected for Indie Lisboa- Lisbon International independent film festival 2011
- Selected for 11th New Horizons film festival 2011- Wroclaw-Poland
- Selected for 28th Jerusalem international film festival 2011-Israel
- Selected for the 10th Ciné Aleman-Cineteca Nacional- Mexico City 2011
- Selected for the Espoo ciné international film festival 2011- Finland
- Selected for the 7th International Monterrey film festival 2011
- Selected for the 29th Torino film festival 2011- Italy

Distribuído comercialmente pela Match Facctory em vários países nomedamente Alemanha (Julho de 2011), México (Janeiro de 2012) e Portugal (Março de 2012).